# Digonis fusca
Digonis fusca är en fjärilsart som beskrevs av Butler 1882. Digonis fusca ingår i släktet Digonis och familjen mätare. Inga underarter finns listade i Catalogue of Life.